# Guy Birenbaum
Pour les articles homonymes, voir Birenbaum.
Guy Birenbaum (né le 8 août 1961 à Boulogne-Billancourt) est un journaliste, éditeur et politiste français.

## Biographie

### Formation et carrière universitaire
Guy Birenbaum est le fils de Tauba Zylbersztejn et Robert Birenbaum, résistant dès 16 ans au sein des FTP-MOI. « Guy » est le nom de guerre de Robert dans la Résistance,.
Quant à Tauba Zylbersztejn, après la rafle du Vel d'Hiv elle  a été cachée jusqu'à la Libération avec ses parents dans une chambre de bonne de 6 m2. Son histoire fait l'objet du film La vie devant moi.  
Le jeune Guy Birenbaum est scolarisé au lycée Victor-Duruy, dans le 7e arrondissement de Paris. En 1978, il entre en fac de droit, où il obtient un Deug,, et poursuit ensuite des études de science politique. En 1984, son mémoire de maîtrise porte sur le Front national. Il y consacre aussi sa thèse de doctorat en science politique, soutenue à la Sorbonne en 1992,, sous le titre : « Les modalités de l'institutionnalisation d'un parti politique : le cas du Front National », sous la direction de Jacques Lagroye. Guy Birenbaum est recruté sur concours en 1993 comme maître de conférences en science politique à l'université Montpellier 1.

### Carrière dans l'édition et dans la presse

#### Débuts
En parallèle de sa carrière universitaire, il est engagé en 1993 par Henri Weber, un proche de Laurent Fabius, et devient corédacteur en chef avec Gilles Finchelstein de Vendredi-Idées, une publication du Parti socialiste. Bien que travaillant rue de Solférino au siège du PS, il n'adhère pas à ce parti, ; il quitte ses fonctions au moment de son élection universitaire. Il est également conseiller éditorial pour Globe Hebdo, hebdomadaire dirigé par Georges-Marc Benamou, jusqu'en 1994. En 1995, Jean-Luc Mano, directeur de l’information de France 2, l'emploie en tant que consultant sur les émissions politiques. En 1997, il devient chroniqueur pour le magazine VSD, où il a suivi Jean-Luc Mano,.

#### En tant qu'éditeur
De 1998 à 2004, Guy Birenbaum est directeur de collection aux éditions Denoël. Dans la collection « Impacts », consacrée aux documents d’actualité, il publie notamment les témoignages du juge Éric Halphen, chargé en 1994 de l'instruction de l'affaire des HLM de Paris, du gendarme Michel Roussel, enquêteur dans l'affaire Alègre, des indépendantistes corses François Santoni et Jean-Michel Rossi, ou encore le récit de Samira Bellil, Dans l'enfer des tournantes. Birenbaum édite également des livres de personnalités politiques comme Brice Hortefeux et Arnaud Montebourg. La collection compte plusieurs succès de librairie et ses ventes globales représentent 200 000 livres par an. En 2003, quelques années après leur parution, les ventes totales de Sept ans de solitude d'Éric Halphen et La Machine à trahir d'Arnaud Montebourg atteignent respectivement 170 000 et 45 000 exemplaires.
En 2004, Birenbaum quitte Denoël et fonde les Éditions Privé avec l'avocat Emmanuel Pierrat et le journaliste Pierre-Louis Rozynès,. La société est liée à la maison d'édition Michel Lafon par un accord de coédition, ses livres sont distribués par une filiale du groupe d'édition Editis. Les Éditions Privé publient notamment Le Coupable idéal, l'ouvrage d'Imad Lahoud, impliqué dans l'affaire Clearstream, Le Crime de Napoléon du philosophe Claude Ribbe et Coluche, l'accident de Jean Depussé et Antoine Casubolo. En 2007, elles sont reprises intégralement par Michel Lafon, qui se sépare de Guy Birenbaum. Ce dernier prépare alors la sortie d'un livre de Laurent de Villiers, fils de l'homme politique Philippe de Villiers, qui a déposé plainte pour viol contre son frère aîné. Birenbaum affirme que Michel Lafon a mis fin à leur collaboration car il était opposé à la parution de l'ouvrage,.
D'octobre 2007 à janvier 2009, Guy Birenbaum est directeur de collection chez Ramsay, qui appartient au groupe d'édition Vilo. Il publie notamment le premier livre de Bruno Roger-Petit. En 2010, il reprend des activités d'éditeur chez Fleuve noir, où il édite On nous appelle les Karachis, témoignage de deux filles de victimes de l'attentat du 8 mai 2002 à Karachi.
Pour Stock, il édite les livres sortis en 2023 de Bruce Toussaint (Heureusement, elle n'a pas souffert,, en 2023) et de Fabrice Azoulay(Istanbul, dernier arrêt : quatre ans dans les prisons turques).

#### En tant qu'auteur
Nos délits d'initié, mes soupçons de citoyen, publié chez Stock en 2003, se vend à 75 000 exemplaires. Le livre est réédité dans la collection Folio de Gallimard.
Ce livre créé une polémique médiatique à sa sortie. Christophe Barbier critique sévèrement dans l’Express un livre fait « de bric et de broc », « mal écrit » qui est « un hymne à la délation sans preuve ». Il ajoute : « En guise d'enquête, son livre n'est donc qu'un ragoût de racontars ». Bernard-Henri Lévy dénonce une « pente du journalisme de caniveau et dont la défense ne saurait se dissocier de celle de l'esprit démocratique : gare à ces néo-inquisiteurs, ces mouchards, dont la prétention à la vérité ne fait que creuser le lit d'un type nouveau d'asservissement. » Pour Maurice Szafran, de Marianne, « le “livre” de M. Birenbaum, Nos délits d'initiés, est une saloperie ».
D'autres chroniques de l'ouvrage sont plus positives. Teknikart évoque un « livre événement sur les connivences politico-médiatiques du cercle des initiés ». Pascale Nivelle, à Libération, également plus indulgente, décrit un livre écrit « avec la prudence d'un éditeur rompu à la présomption de diffamation ». Le Nouvel Observateur y voit « une critique acerbe du travail journalistique ».

### Carrière télévisuelle
Guy Birenbaum fait partie des collaborateurs de Karl Zéro sur BFM TV pour Sarko Info et Zéro Info, il travaille également sur les deux dernières saisons du Vrai Journal, de 2004 à 2006, et sur Le Grand Journal.

### Sur la toile
En février 2006, Guy Birenbaum répond à l'invitation du directeur de la rédaction de 20 minutes, Frédéric Filloux, et ouvre un blog sur le site web du quotidien. Il dit vouloir en faire un lieu de débat, à l'approche de la campagne présidentielle de 2007. Son blog accueille jusqu'à 235 000 visiteurs par mois durant la campagne. Birenbaum annonce subitement son départ en septembre 2007, déclarant être « arrivé au bout de l'exercice ». Il rejoint le site d'actualité Le Post, appartenant au Monde interactif, filiale du groupe Le Monde, où il publie des billets quotidiens jusqu'en 2010,. Il ouvre ensuite son blog personnel, guybirenbaum.com. Entre 2009 et 2011, il présente l'émission Ligne J@une sur le site d’Arrêt sur images. À la rentrée 2012, il rejoint l'équipe du site d'actualité Le Huffington Post. Il tombe en dépression en 2014 : « Accro aux réseaux sociaux et à l'info en continu, le journaliste a fini par tomber en dépression. Il raconte dans un livre (paru en 2015) son retour à la vraie vie. »
.

### Carrière radiophonique
Guy Birenbaum intervient entre 2003 et 2007 dans l'émission On refait le monde sur RTL. En 2007, il est invité à participer de manière hebdomadaire à l'émission de Jean-Marc Morandini sur l'antenne d'Europe 1, mais doit quitter RTL durant l'été. Il estime avoir été « viré » après avoir attiré l'attention sur une vidéo visible sur Internet, dans laquelle le journaliste Alain Duhamel, éditorialiste politique sur RTL, affirme son intention de voter pour François Bayrou lors de la présidentielle de 2007. De son côté, Nicolas Poincaré affirme que le départ de Birenbaum n'est pas lié à des raisons politiques.
Birenbaum fait partie de l'équipe assemblée par Morandini, qui anime Le Grand Direct sur Europe 1 à partir de la rentrée 2007. En 2008, il tient brièvement une chronique quotidienne sur Rire et Chansons. Par la suite, Birenbaum anime plusieurs chroniques sur l'antenne d'Europe 1 : C'est pas très net durant Le Grand Direct des Médias en 2010, Deux minutes net pendant la matinée en 2011 et 2012. Par ailleurs, il présente la chronique La revue du net. Dès août 2011, il intervient en tant que chroniqueur dans l'émission d'actualité des réseaux sociaux Des clics et des claques en compagnie de David Abiker, animée par Laurent Guimier (2011-2012), puis Bérengère Bonte (2012-2013). De septembre 2013 à juin 2014, il co-présente avec David Abiker la troisième et dernière saison de cette émission.
Il annonce son départ d'Europe 1 en juin 2014 et rejoint la station France Info dans laquelle il présente la chronique L'autre info, renommée T'as vu l'info ? à la rentrée 2016. Durant la saison 2016-2017, il participe à l'interview politique 8h30 Aphatie de Franceinfo en simultané radio et TV avec Jean-Michel Aphatie, Fabienne Sintes et Gilles Bornstein. De septembre 2017 à mi-janvier 2018, il présente un entretien quotidien avec une personnalité intitulé La mise à jour (remplaçant « Tout et son contraire » après le départ Philippe Vandel). Cette chronique est ensuite présentée par Jean-Mathieu Pernin.
Le 22 mai 2018, Guy Birenbaum annonce qu'il rejoint Laurent Guimier à la présidence d'Europe 1, en tant que conseiller du vice-président nouvellement nommé. En juillet 2019, il est évincé de la grille d'Europe 1.
En 2019, il déclare avoir été victime de la Ligue du LOL.

## Publications
- Le Front national en politique, Paris, Balland, coll. « Fondements », 1992, 358 p. (ISBN 2-7158-0889-5, présentation en ligne, lire en ligne).
- Délits d'initiés, mes soupçons de citoyen, éd. Gallimard, 2004,  (ISBN 9782070315185).
- Le cabinet noir. Au cœur du système Yves Bertrand, éd. Les Arènes, 2008  (ISBN 9782352040637).
- Si tu reviens… Confidentiel : les SMS du Président, avec Guillaume de La Croix, éd. Ramsay, 2008,  (ISBN 9782841149650).
- Vous m'avez manqué, Histoire d'une dépression française, éd. des Arènes, 2015,  (ISBN 9782352044109).
- Toutes les histoires sont vraies, Les éditions Braquage, 2022,  (ISBN 9791094190128)[44],[45],[46],[47],[48].